# Esther Kolawole
Esther Omolayo Kolawole, née le 4 janvier 2002, est une lutteuse nigériane.

## Carrière
Esther Kolawole est médaillée d'or dans la catégorie des moins de 65 kg aux Jeux africains de la jeunesse de 2018 à Alger.
Elle remporte ensuite la médaille d'or dans la catégorie des moins de 55 kg aux Championnats d'Afrique de lutte 2020 à Alger.
Médaillée de bronze aux Mondiaux des moins de 23 ans 2021 à Belgrade dans la catégorie des moins de 57 kg, la Nigériane est ensuite médaillée de bronze dans la catégorie des moins de 62 kg aux Jeux du Commonwealth de 2022 à Birmingham et médaillée d'argent dans la catégorie des moins de 57 kg aux Jeux de la solidarité islamique de 2022 à Konya.
Elle est médaillée d'argent dans la catégorie des moins de 62 kg aux Championnats d'Afrique de lutte 2023 à Hammamet.
Elle remporte la médaille d'or dans la catégorie des moins de 60 kg aux Jeux africains de plage de 2023 à Hammamet.
Elle est médaillée d'or dans la catégorie des moins de 62 kg aux Jeux africains de 2023 à Accra ainsi qu'aux Championnats d'Afrique 2024 à Alexandrie et aux Championnats d'Afrique 2025 à Casablanca.